# Megidie (monedă)
Мegidia (în turcă Mecidiye) este o veche monedă turcească, subdiviziune a lirei otomane de aur. A circulat în Imperiul Otoman, începând din perioada domniei sultanului Abdul-Medjid.
Megidia de aur era egală cu 100 kuruș. Conținea 6,610 g aur pur, la fel ca în 22,77 franci francezi sau aproximativ 5,50 ruble.
Megidia de argint, cunoscută sub numele de megidie albă, era egală cu 20 kuruș – 1/5 dintr-o liră turcească de aur.